# Uomo dagli occhi glauchi
L'Uomo dagli occhi glauchi o Ritratto di un giovane inglese è un dipinto del pittore italiano Tiziano Vecellio realizzato intorno al 1540-1545 e conservato nella Galleria Palatina di Palazzo Pitti a Firenze.

## Descrizione e stile
Il soggetto non è identificato, ma potrebbe essere Henry Howard, oppure Ottavio Farnese, o ancora Ippolito Riminaldi. 
Il giovane appare delicatamente sul fondo fatto con pennellate intelligenti appena accentuate sul collo e sui polsi del pizzo bianco della camicia. Citato nel 1698 nelle collezioni dei granduchi fiorentini, è innegabilmente un ritratto eccezionale dell'inizio del periodo di maturità dell'artista. Gli occhi glauchi e trasparenti del personaggio contribuiscono a dare allo sguardo una grande penetrazione psicologica.